# Protaetia insularis
Protaetia insularis är en skalbaggsart som beskrevs av Moser 1914. Protaetia insularis ingår i släktet Protaetia och familjen Cetoniidae. Inga underarter finns listade i Catalogue of Life.